# Jerónimo Carrera
Jerónimo Carrera Damas (Cumaná, Sucre, Venezuela; 14 de agosto de 1922 - Caracas, Distrito Capital, Venezuela; 29 de abril de 2013) fue un político e internacionalista venezolano, presidente del Partido Comunista de Venezuela desde 2006 hasta su muerte.

## Biografía
Carrera era egresado de la Escuela de Estudios Internacionales de la Universidad Central de Venezuela. Fue hermano del académico Gustavo Luis Carrera, y del  historiador Germán Carrera Damas con quien lamentó no haber restablecido plenamente las relaciones con él por causas políticas.
Fue militante del Partido Comunista de Venezuela por 67 años, director de su órgano informativo Tribuna Popular, miembro del comité central desde 1971 y presidente de este partido desde 2006 hasta su muerte. Fue dirigente sindical cofundador de la Confederación de Trabajadores de Venezuela (CTV) y Central Unitaria de Trabajadores de Venezuela (CUTV). Fue secretario de la Federación Sindical Mundial por siete años.
Tras la Segunda Guerra Mundial, Carrera viajó a París e ingresó al Partido Comunista Francés. Luego, participó en el I Festival Mundial de la Juventud y los Estudiantes celebrado en Praga en 1947. Fue redactor de la revista Internacional, órgano de los partidos comunistas del mundo. Y fue compilador de la obra Bolívar visto por marxistas.
Estuvo privado de libertad en dos ocasiones por su activismo político, la primera vez en la Cárcel Modelo de Caracas durante la dictadura de Marcos Pérez Jiménez y la segunda en la Penitenciaría de San Juan de los Morros durante el gobierno de Rómulo Betancourt.
Fue activista por la paz mundial y el comunismo, que consideró como «la única vía para escapar de la autodestrucción de la humanidad».
Con la llegada de Hugo Chávez a la presidencia de la República Bolivariana de Venezuela, Carrera apoyó a la Revolución Bolivariana que él lideraba, pero siempre siendo crítico. De esta manera, creía que lo que se desarrollaba en la Venezuela de Chávez «no es el verdadero socialismo, sino más bien socialdemocracia». Pese a estas críticas, Carrera consideró que Chávez le había dado un «sentido de dignidad nacional» a Venezuela.
| Predecesor: Pedro Ortega Díaz | Presidente Partido Comunista de Venezuela 2006-2013 | Sucesor: - |